# Karate Joe Records
Karate Joe Records war ein österreichisches Independent-Label mit Sitz in Wien, das 2011 seinen Betrieb eingestellt hat.

## Geschichte
Karate Joe Rec. wurde im Februar 2002 von Andreas Berger, Thomas Pronai und Robert Pinzolits in der Cselley Mühle in Oslip bei Eisenstadt (Österreich) gegründet. Die rechtliche Grundlage des Labels war zunächst ein Verein nach dem österreichischen Vereinsgesetz. Nach wenigen Monaten verließen Andreas Berger und Thomas Pronai das Label um sich hauptsächlich deren musikalischen Projekten zu widmen. Sämtliche Label-Geschäfte wurden fortan von Robert Pinzolits geführt und im selben Schritt der Label-Sitz nach Wien übersiedelt. Im Jahr 2005 kam es zur Zusammenarbeit zwischen Robert Pinzolits und Tobi Hach des deutschen Independent-Labels Payola. Tobi Hach kümmerte sich bis 2006 um die Promo- und Vertriebsaktivitäten des Labels am deutschen Musikmarkt. Der Label-Output reduzierte sich im selben Jahr einerseits aufgrund der rapide sinkenden Verkaufszahlen durch den weltweiten Einbruch der Musikwirtschaft, andererseits aufgrund der beruflichen Tätigkeiten von Robert Pinzolits als selbstständiger Grafik-Designer. Gemeinsam mit Natalie Dietrich war er für die Gestaltung der Label-Artworks verantwortlich. Im Mai 2011 wurde die Labelarbeit offiziell eingestellt.

## Veröffentlichungen
Alle Veröffentlichungen wurden physisch auf Tonträger produziert und im Tonträgerhandel vertrieben. Das Vertriebsnetz erstreckte sich bis in das Jahr 2006 über Mittel- und Nord-Europa, USA, Japan und Taiwan. Der gesamte Katalog war als Download erhältlich.
| Cat#  | Artist                     | Titel                                                                         | Format(e) | Typ         | Jahr |
| ----- | -------------------------- | ----------------------------------------------------------------------------- | --------- | ----------- | ---- |
| KJ001 | Mimi Secue                 | s/t (self-titled)                                                             | CD        | Album       | 2002 |
| KJ002 | Songs of Suspects          | Amocco                                                                        | CD, LP    | Album       | 2002 |
| KJ003 | ---                        | ---                                                                           | ---       | ---         |      |
| KJ004 | Various Artists            | Blüte                                                                         | CD        | Compilation | 2002 |
| KJ005 | The Beautiful Kantine Band | Tanzcafé der Nationen                                                         | 7" Vinyl  | Single      | 2002 |
| KJ006 | Various Artists            | Delay makes me nervous                                                        | CD        | Compilation | 2002 |
| KJ007 | The Beautiful Kantine Band | Tanzcafé der Nationen                                                         | CD        | Album       | 2002 |
| KJ008 | Le Charmant Rouge          | Winzer                                                                        | CD        | Album       | 2003 |
| KJ009 | Glim                       | Music for Fieldrecordings                                                     | CD        | Album       | 2003 |
| KJ010 | Lars Stigler               | Mon rideau noir                                                               | CD        | Album       | 2003 |
| KJ011 | Contour                    | Horizons (realized on photographs)                                            | CD        | Album       | 2003 |
| KJ012 | Ground/Lift                | s/t (self-titled)                                                             | CD        | Album       | 2003 |
| KJ013 | Various Artists            | Glear                                                                         | CD        | Compilation | 2004 |
| KJ014 | Le Charmant Rouge          | Post No Bill                                                                  | CD        | Album       | 2004 |
| KJ014 | Le Charmant Rouge          | Rosi Labouche                                                                 | CD        | Single      | 2004 |
| KJ015 | Mimi Secue                 | Forst                                                                         | CD        | Album       | 2004 |
| KJ016 | Pelzig                     | Safe in its place                                                             | CD, LP    | Album       | 2005 |
| KJ017 | Takuma Itoi                | Quietude                                                                      | CD        | Album       | 2005 |
| KJ018 | Mimi Secue                 | Naila                                                                         | CD        | Album       | 2005 |
| KJ019 | Glim                       | Aerial view of model                                                          | CD        | Album       | 2005 |
| KJ020 | Pendler                    | You come to me                                                                | CD, LP    | Album       | 2007 |
| KJ021 | Kutin                      | Menora                                                                        | CD        | Album       | 2008 |
| KJ022 | Lars Stigler               | Samarium-Cobalt Compound Impulse-Release Magnets And Linear Resistance Inputs | CD        | Album       | 2008 |
| KJ023 | Tanz Baby!                 | Liebe                                                                         | CD        | Album       | 2009 |
| KJ024 | Songs of Claire Madison    | Line of Beauty and Grace                                                      | 10" Vinyl | 2009        |      |
| KJ025 | Pendler                    | We went from Destruction                                                      | CD, LP    | Album       | 2009 |
| KJ026 | Charmant Rouge             | Dark Water                                                                    | CD        | Album       | 2010 |